# 尧化街道
尧化街道，是中国江苏省南京栖霞区的一个街道，位于栖霞区中西部，为原栖霞区政府所在地(现为仙林街道）。尧化街道面积10.62平方千米，人口57970人，下辖12个社区居委会。该地得名于明代南京城墙外城的姚坊门。

## 行政区划
尧化街道下辖以下地区：
尧化社区、尧石二村社区、尧安新村社区、尧辰社区、尧新社区、尧化新村社区、金尧花园社区、青田雅居社区、尧胜社区、王子楼社区、吴边社区、翠林山庄社区、尧林仙居社区、尧胜村、王子楼村和吴边村。